# Huarte
Huarte trong tiếng Tây Ban Nha và Uharte trong tiếng Basque, là một đô thị trong tỉnh và cộng đồng tự trị Navarre, Tây Ban Nha. Đô thị này có dân số là 3.115 người. Đô thị nằm ở độ cao m trên mực nước biển, cách tỉnh lỵ km.
Đô thị này nằm trong khu vực tiếng Basque là ngôn ngữ chính thức cùng với tiếng Tây Ban Nha. 
Các đô thị giáp ranh: Esteribar và Ezcabarte về phía bắc, Egüés về phía đông và nam, Villava và Burlada về phía tây.
| Biến động dân số                                     | Biến động dân số | Biến động dân số | Biến động dân số | Biến động dân số | Biến động dân số | Biến động dân số | Biến động dân số | Biến động dân số | Biến động dân số | Biến động dân số |
| 1996                                                 | 1998             | 1999             | 2000             | 2001             | 2002             | 2003             | 2004             | 2005             | 2006             | 2007             |
| ---------------------------------------------------- | ---------------- | ---------------- | ---------------- | ---------------- | ---------------- | ---------------- | ---------------- | ---------------- | ---------------- | ---------------- |
| 2 750                                                | 2 793            | 2 809            | 2 862            | 2 952            | 3 169            | 3 340            | 3 623            | 4 247            | 4 671            | 5 157            |
| Nguồn: Huarte et instituto de estadística de navarra |                  |                  |                  |                  |                  |                  |                  |                  |                  |                  |

==Tham khảo==